# Туризм в Польше
Туризм в Польше вносит вклад в общую экономику страны. Самыми популярными городами являются Краков, Варшава, Вроцлав, Гданьск, Познань, Щецин, Люблин, Торунь, Закопане, соляная шахта в Величке и исторический комплекс Освенцим — немецкий нацистский концентрационный лагерь в Освенциме. Лучшие места отдыха включают в себя Мазурский Озерный край Польши, побережье Балтийского моря, Татры (самый высокий горный хребет Карпат), Судеты и Беловежская пуща. Основные туристические предложения Польши состоят из осмотра достопримечательностей в городах и за городом исторических памятников, деловых поездок, квалифицированного туризма, агротуризма, горных походов (треккинг) и альпинизма.
Польша является 10-й по посещаемости страной в Европе иностранными туристами, согласно рейтингу Всемирной туристской организации (UNWTO) в 2016 году — это 17,463 млн человек с 10,977 млрд долл дохода от международного туризма.

## История
Первыми польскими туристами были паломники, путешествующие к святилищам как в Польше, так и за её пределами. Развитие коммерческого туризма началось в XIX веке. Горные регионы стали самыми популярными, в особенности Татры. Это было также временем бурного появления курортов в Судетах, Бескидах и на побережье Балтийского моря. Туризм в Польше расцвел после восстановления независимости Польши в 1918 году. Первый профессиональный польский туроператор — Orbis был основан во Львове в 1920 году.
Политическая и экономическая ситуация в Польше после Второй мировой войны привела к резкой остановке развития туризма. Только после 1989 года польский туристический рынок начал восстанавливаться, а вступление Польши в ЕС в 2004 году и присоединение к Шенгенскому соглашению в 2007 году привело к значительному увеличению числа иностранных туристов.
- Монастырь Ясная гора, Ченстохова
- Бескиды - восход солнца
- Замок Ксёнж, Вальбжих
- Высокие Татры, Закопане
- Балтийское море, Хель

## Туристы по странам
| Место         | Страна         | 2010       |  | Место         | Страна         | 2018       |
| ------------- | -------------- | ---------- |  | ------------- | -------------- | ---------- |
| 1             | Германия       | 4,520,000  |  | 1             | Германия       | 6,703,800  |
| 2             | Украина        | 1,350,000  |  | 2             | Украина        | 2,037,600  |
| 3             | Беларусь       | 970,000    |  | 3             | Великобритания | 919,500    |
| 4             | Литва          | 620,000    |  | 4             | Россия         | 919,400    |
| 5             | Великобритания | 485,000    |  | 5             | Беларусь       | 793,300    |
| 6             | Россия         | 400,000    |  | 6             | Литва          | 695,900    |
| 7             | Нидерланды     | 335,000    |  | 7             | Италия         | 550,200    |
| 8             | Австрия        | 310,000    |  | 8             | Франция        | 544,400    |
| 9             | Латвия         | 270,000    |  | 9             | США            | 521,600    |
| 10            | Италия         | 265,000    |  | 10            | Нидерланды     | 475,600    |
| 11            | США            | 240,000    |  | 11            | Норвегия       | 461,100    |
| 12            | Франция        | 225,000    |  | 12            | Австрия        | 397,600    |
| Всего за 2010 | Всего за 2010  | 12,470,000 |  | Всего за 2018 | Всего за 2018  | 19,622,800 |